# Torneo Apertura 2003 (Colombia)
El Torneo Apertura 2003 fue la quincuagésima séptima edición de la Categoría Primera A de fútbol profesional colombiano, siendo el primer torneo de la temporada 2003. Comenzó el domingo 2 de febrero y finalizó el domingo 8 de junio.

## Novedades
La novedad a partir de este año es la eliminación de los grupos regionales en las cinco primeras fechas del campeonato, reduciendo la primera etapa a 18 fechas bajo el sistema de todos contra todos, al término de los cuales los ocho primeros clasificados avanzan a los cuadrangulares semifinales. Allí los ocho equipos se dividen en dos grupos (A, pares y B impares). Los ganadores de cada grupo se enfrentan en junio para decidir al campeón del torneo, que obtendrá un cupo en la fase de grupos de la Copa Libertadores 2004.

## Cobertura por televisión
Para el Torneo Apertura los derechos de transmisión por TV cerrada siguieron a cargo de las cableoperadoras Sky y TV Cable. En cuanto a la TV abierta, los canales privados perdieron los derechos de transmisión y estos fueron otorgados a los canales públicos Señal Colombia y Canal Uno (con la realización de las programadoras Audiovisuales y SportSat Televisión), ambos transmitiendo en simultáneo un partido por fecha, incluyendo la final del torneo.

## Equipos participantes

### Relevo anual de clubes
| Ascendido a la Primera A                               |
| ------------------------------------------------------ |
| Centauros Villavicencio (Campeón de la Primera B 2002) |

| Descendido a la Primera B                                |
| -------------------------------------------------------- |
| Real Cartagena (Peor promedio acumulado en la Primera A) |

### Datos de los clubes
| Equipo                  | Ciudad       | Estadio                        |
| ----------------------- | ------------ | ------------------------------ |
| América de Cali         | Cali         | Olímpico Pascual Guerrero      |
| Atlético Bucaramanga    | Bucaramanga  | Alfonso López                  |
| Atlético Huila          | Neiva        | Guillermo Plazas Alcid         |
| Atlético Nacional       | Medellín     | Atanasio Girardot              |
| Centauros Villavicencio | Centauros    | Manuel Calle Lombana           |
| Cortuluá                | Tuluá        | Doce de Octubre                |
| Deportes Quindío        | Armenia      | Centenario                     |
| Deportes Tolima         | Ibagué       | Manuel Murillo Toro            |
| Deportivo Cali          | Cali         | Olímpico Pascual Guerrero      |
| Deportivo Pasto         | Pasto        | Departamental Libertad         |
| Deportivo Pereira       | Pereira      | Hernán Ramírez Villegas        |
| Envigado F. C.          | Envigado     | Polideportivo Sur              |
| Independiente Medellín  | Medellín     | Atanasio Girardot              |
| Junior                  | Barranquilla | Metropolitano Roberto Meléndez |
| Millonarios             | Bogotá       | Nemesio Camacho El Campín      |
| Once Caldas             | Manizales    | Estadio Palogrande             |
| Santa Fe                | Bogotá       | Nemesio Camacho El Campín      |
| Unión Magdalena         | Santa Marta  | Eduardo Santos                 |

### Localización
| Antioquia       | 3 | Atlético Nacional, Envigado F. C. e Independiente Medellín | Nacional Envigado F. C. DIM Millonarios Santa Fe Caldas Quindío Pereira Cortuluá América Cali Bucaramanga Tolima Unión Junior Huila Pasto Centauros |
| Valle del Cauca | 3 | América de Cali, Cortuluá y Deportivo Cali                 | Nacional Envigado F. C. DIM Millonarios Santa Fe Caldas Quindío Pereira Cortuluá América Cali Bucaramanga Tolima Unión Junior Huila Pasto Centauros |
| Bogotá, D. C.   | 2 | Millonarios y Santa Fe                                     | Nacional Envigado F. C. DIM Millonarios Santa Fe Caldas Quindío Pereira Cortuluá América Cali Bucaramanga Tolima Unión Junior Huila Pasto Centauros |
| Atlántico       | 1 | Junior                                                     | Nacional Envigado F. C. DIM Millonarios Santa Fe Caldas Quindío Pereira Cortuluá América Cali Bucaramanga Tolima Unión Junior Huila Pasto Centauros |
| Caldas          | 1 | Once Caldas                                                | Nacional Envigado F. C. DIM Millonarios Santa Fe Caldas Quindío Pereira Cortuluá América Cali Bucaramanga Tolima Unión Junior Huila Pasto Centauros |
| Huila           | 1 | Atlético Huila                                             | Nacional Envigado F. C. DIM Millonarios Santa Fe Caldas Quindío Pereira Cortuluá América Cali Bucaramanga Tolima Unión Junior Huila Pasto Centauros |
| Magdalena       | 1 | Unión Magdalena                                            | Nacional Envigado F. C. DIM Millonarios Santa Fe Caldas Quindío Pereira Cortuluá América Cali Bucaramanga Tolima Unión Junior Huila Pasto Centauros |
| Meta            | 1 | Centauros Villavicencio                                    | Nacional Envigado F. C. DIM Millonarios Santa Fe Caldas Quindío Pereira Cortuluá América Cali Bucaramanga Tolima Unión Junior Huila Pasto Centauros |
| Nariño          | 1 | Deportivo Pasto                                            | Nacional Envigado F. C. DIM Millonarios Santa Fe Caldas Quindío Pereira Cortuluá América Cali Bucaramanga Tolima Unión Junior Huila Pasto Centauros |
| Quindío         | 1 | Deportes Quindío                                           | Nacional Envigado F. C. DIM Millonarios Santa Fe Caldas Quindío Pereira Cortuluá América Cali Bucaramanga Tolima Unión Junior Huila Pasto Centauros |
| Risaralda       | 1 | Deportivo Pereira                                          | Nacional Envigado F. C. DIM Millonarios Santa Fe Caldas Quindío Pereira Cortuluá América Cali Bucaramanga Tolima Unión Junior Huila Pasto Centauros |
| Santander       | 1 | Atlético Bucaramanga                                       | Nacional Envigado F. C. DIM Millonarios Santa Fe Caldas Quindío Pereira Cortuluá América Cali Bucaramanga Tolima Unión Junior Huila Pasto Centauros |
| Tolima          | 1 | Deportes Tolima                                            | Nacional Envigado F. C. DIM Millonarios Santa Fe Caldas Quindío Pereira Cortuluá América Cali Bucaramanga Tolima Unión Junior Huila Pasto Centauros |

## Todos contra todos

### Clasificación
| Pos | Equipo                  | Pts | PJ | PG | PE | PP | GF | GC | Dif |
| --- | ----------------------- | --- | -- | -- | -- | -- | -- | -- | --- |
| 1.  | Once Caldas             | 35  | 18 | 10 | 5  | 3  | 26 | 15 | 11  |
| 2.  | Millonarios             | 31  | 18 | 8  | 7  | 3  | 23 | 14 | 9   |
| 3.  | América de Cali         | 31  | 18 | 8  | 7  | 3  | 31 | 23 | 8   |
| 4.  | Centauros Villavicencio | 29  | 18 | 7  | 8  | 3  | 24 | 21 | 3   |
| 5.  | Deportivo Cali          | 28  | 18 | 8  | 4  | 6  | 27 | 22 | 5   |
| 6.  | Atlético Junior         | 27  | 18 | 8  | 3  | 7  | 19 | 18 | 1   |
| 7.  | Unión Magdalena         | 26  | 18 | 7  | 5  | 6  | 22 | 22 | 0   |
| 8.  | Deportivo Pereira       | 26  | 18 | 7  | 5  | 6  | 22 | 25 | -3  |
| 9.  | Atlético Huila          | 26  | 18 | 6  | 8  | 4  | 22 | 22 | 0   |
| 10. | Independiente Medellín  | 25  | 18 | 7  | 4  | 7  | 29 | 23 | 6   |
| 11. | Atlético Bucaramanga    | 25  | 18 | 6  | 7  | 5  | 21 | 20 | 1   |
| 12. | Deportes Tolima         | 22  | 18 | 6  | 4  | 8  | 24 | 24 | 0   |
| 13. | Envigado F. C.          | 22  | 18 | 6  | 4  | 8  | 20 | 23 | -3  |
| 14. | Atlético Nacional       | 20  | 18 | 6  | 2  | 10 | 17 | 20 | -3  |
| 15. | Deportivo Pasto         | 19  | 18 | 4  | 7  | 7  | 15 | 18 | -3  |
| 16. | Independiente Santa Fe  | 18  | 18 | 5  | 3  | 10 | 15 | 23 | -8  |
| 17. | Cortuluá                | 15  | 18 | 2  | 9  | 7  | 15 | 24 | -9  |
| 18. | Deportes Quindío        | 13  | 18 | 3  | 4  | 11 | 13 | 28 | -15 |

 Pts=Puntos; PJ=Partidos jugados; G=Partidos ganados; E=Partidos empatados; P=Partidos perdidos; GF=Goles a favor; GC=Goles en contra; DIF=Diferencia de gol
|  | Clasificado para los cuadrangulares semifinales. |
|  | Eliminado                                        |

### Resultados
| Fecha 1 - 2 de febrero de 2003 | Fecha 1 - 2 de febrero de 2003 | Fecha 1 - 2 de febrero de 2003 |
| ------------------------------ | ------------------------------ | ------------------------------ |
| Bucaramanga                    | 2–1                            | Nacional                       |
| Pasto                          | 1–1                            | Centauros                      |
| Unión Magdalena                | 1–2                            | Millonarios                    |
| Cali                           | 2–1                            | Huila                          |
| Pereira                        | 0–0                            | Cortuluá                       |
| Santa Fe                       | 1–0                            | Junior                         |
| Medellín                       | 1–2                            | Envigado                       |
| Quindío                        | 1–2                            | Once Caldas                    |
| Tolima                         | 2–0                            | América                        |

| Fecha 2 - 9 de febrero de 2003 | Fecha 2 - 9 de febrero de 2003 | Fecha 2 - 9 de febrero de 2003 |
| ------------------------------ | ------------------------------ | ------------------------------ |
| Nacional                       | 1–0                            | Cali                           |
| Cortuluá                       | 1–1                            | Bucaramanga                    |
| Millonarios                    | 2–2                            | Santa Fe                       |
| Once Caldas                    | 2–1                            | Unión Magdalena                |
| Huila                          | 1–0                            | Pasto                          |
| América                        | 3–1                            | Medellín                       |
| Junior                         | 2–1                            | Pereira                        |
| Envigado                       | 1–0                            | Quindío                        |
| Centauros                      | 2–1                            | Tolima                         |

| Fecha 3 - 14 de febrero de 2003 | Fecha 3 - 14 de febrero de 2003 | Fecha 3 - 14 de febrero de 2003 |
| ------------------------------- | ------------------------------- | ------------------------------- |
| Cali                            | 2–0                             | Cortuluá                        |
| Unión Magdalena                 | 2–0                             | Envigado                        |
| Medellín                        | 1–1                             | Centauros                       |
| Quindío                         | 2–4                             | América                         |
| Bucaramanga                     | 2–0                             | Junior                          |
| Pasto                           | 1–0                             | Nacional                        |
| Pereira                         | 2–0                             | Santa Fe                        |
| Millonarios                     | 0–0                             | Once Caldas                     |
| Tolima                          | 3–1                             | Huila                           |

| Fecha 4 - 19 de febrero de 2003 | Fecha 4 - 19 de febrero de 2003 | Fecha 4 - 19 de febrero de 2003 |
| ------------------------------- | ------------------------------- | ------------------------------- |
| Pereira                         | 3–3                             | Bucaramanga                     |
| Cortuluá                        | 2–0                             | Pasto                           |
| Centauros                       | 2–0                             | Quindío                         |
| Santa Fe                        | 1–0                             | Once Caldas                     |
| América                         | 6–2                             | Unión Magdalena                 |
| Nacional                        | 1–0                             | Tolima                          |
| Envigado                        | 2–0                             | Millonarios                     |
| Junior                          | 2–0                             | Cali                            |
| Huila                           | 1–0                             | Medellín                        |

| Fecha 5 - 22 de febrero de 2003 | Fecha 5 - 22 de febrero de 2003 | Fecha 5 - 22 de febrero de 2003 |
| ------------------------------- | ------------------------------- | ------------------------------- |
| Cali                            | 3–3                             | Pereira                         |
| Tolima                          | 0–0                             | Cortuluá                        |
| Quindío                         | 1–1                             | Huila                           |
| Once Caldas                     | 1–0                             | Envigado                        |
| Millonarios                     | 3–0                             | América                         |
| Bucaramanga                     | 1–1                             | Santa Fe                        |
| Pasto                           | 0–1                             | Junior                          |
| Unión Magdalena                 | 0–1                             | Centauros                       |
| Medellín                        | 1–2                             | Nacional                        |

| Fecha 6 - 1 de marzo de 2003 | Fecha 6 - 1 de marzo de 2003 | Fecha 6 - 1 de marzo de 2003 |
| ---------------------------- | ---------------------------- | ---------------------------- |
| América                      | 1–1                          | Once Caldas                  |
| Santa Fe                     | 0–0                          | Envigado                     |
| Centauros                    | 1–1                          | Millonarios                  |
| Bucaramanga                  | 1–1                          | Cali                         |
| Nacional                     | 3–0                          | Quindío                      |
| Junior                       | 2–1                          | Tolima                       |
| Huila                        | 2–2                          | Unión Magdalena              |
| Cortuluá                     | 0–4                          | Medellín                     |
| Pereira                      | 0–2                          | Pasto                        |

| Fecha 7 - 7 de marzo de 2003 | Fecha 7 - 7 de marzo de 2003 | Fecha 7 - 7 de marzo de 2003 |
| ---------------------------- | ---------------------------- | ---------------------------- |
| Cali                         | 4–2                          | Santa Fe                     |
| Envigado                     | 2–3                          | América                      |
| Quindío                      | 1–0                          | Cortuluá                     |
| Once Caldas                  | 3–0                          | Centauros                    |
| Tolima                       | 2–0                          | Pereira                      |
| Millonarios                  | 0–0                          | Huila                        |
| Unión Magdalena              | 1–0                          | Nacional                     |
| Pasto                        | 0–0                          | Bucaramanga                  |
| Medellín                     | 3–0                          | Junior                       |

| Fecha 8 - 15 de marzo de 2003 | Fecha 8 - 15 de marzo de 2003 | Fecha 8 - 15 de marzo de 2003 |
| ----------------------------- | ----------------------------- | ----------------------------- |
| Cali                          | 3–1                           | Pasto                         |
| Santa Fe                      | 0–1                           | América                       |
| Cortuluá                      | 2–3                           | Unión Magdalena               |
| Junior                        | 1–0                           | Quindío                       |
| Nacional                      | 0–0                           | Millonarios                   |
| Bucaramanga                   | 3–0                           | Tolima                        |
| Huila                         | 1–3                           | Once Caldas                   |
| Centauros                     | 1–1                           | Envigado                      |
| Pereira                       | 2–1                           | Medellín                      |

| Fecha 9 - 22 de marzo de 2003 | Fecha 9 - 22 de marzo de 2003 | Fecha 9 - 22 de marzo de 2003 |
| ----------------------------- | ----------------------------- | ----------------------------- |
| Santa Fe                      | 0–2                           | Millonarios                   |
| Cortuluá                      | 1–1                           | Quindío                       |
| Junior                        | 2–1                           | Unión Magdalena               |
| Nacional                      | 0–1                           | Medellín                      |
| Huila                         | 2–2                           | Tolima                        |
| Centauros                     | 1–1                           | Pasto                         |
| Once Caldas                   | 2–0                           | Pereira                       |
| Bucaramanga                   | 1–0                           | Envigado                      |
| América                       | 2–0                           | Cali                          |

| Fecha 10 - 28 de marzo de 2003 | Fecha 10 - 28 de marzo de 2003 | Fecha 10 - 28 de marzo de 2003 |
| ------------------------------ | ------------------------------ | ------------------------------ |
| Envigado                       | 2–2                            | Huila                          |
| América                        | 1–1                            | Centauros                      |
| Quindío                        | 1–0                            | Pereira                        |
| Tolima                         | 0–2                            | Cali                           |
| Unión Magdalena                | 1–1                            | Junior                         |
| Once Caldas                    | 0–0                            | Nacional                       |
| Millonarios                    | 0–0                            | Cortuluá                       |
| Pasto                          | 1–0                            | Santa Fe                       |
| Medellín                       | 4–0                            | Bucaramanga                    |

| Fecha 11 - 5 de abril de 2003 | Fecha 11 - 5 de abril de 2003 | Fecha 11 - 5 de abril de 2003 |
| ----------------------------- | ----------------------------- | ----------------------------- |
| Junior                        | 0–1                           | Millonarios                   |
| Pasto                         | 0–1                           | Tolima                        |
| Huila                         | 1–1                           | América                       |
| Cali                          | 2–2                           | Medellín                      |
| Pereira                       | 1–0                           | Unión Magdalena               |
| Nacional                      | 1–0                           | Envigado                      |
| Santa Fe                      | 1–0                           | Centauros                     |
| Bucaramanga                   | 1–1                           | Quindío                       |
| Cortuluá                      | 1–1                           | Once Caldas                   |

| Fecha 12 - 9 de abril de 2003 | Fecha 12 - 9 de abril de 2003 | Fecha 12 - 9 de abril de 2003 |
| ----------------------------- | ----------------------------- | ----------------------------- |
| Once Caldas                   | 2–1                           | Junior                        |
| Quindío                       | 0–2                           | Cali                          |
| Envigado                      | 3–2                           | Cortuluá                      |
| Centauros                     | 0–0                           | Huila                         |
| Medellín                      | 1–1                           | Pasto                         |
| América                       | 3–2                           | Nacional                      |
| Tolima                        | 1–2                           | Santa Fe                      |
| Unión Magdalena               | 0–0                           | Bucaramanga                   |
| Millonarios                   | 4–1                           | Pereira                       |

| Fecha 13 - 12 de abril de 2003 | Fecha 13 - 12 de abril de 2003 | Fecha 13 - 12 de abril de 2003 |
| ------------------------------ | ------------------------------ | ------------------------------ |
| Cali                           | 2–2                            | Unión Magdalena                |
| Pasto                          | 2–0                            | Quindío                        |
| Cortuluá                       | 0–0                            | América                        |
| Pereira                        | 1–0                            | Once Caldas                    |
| Nacional                       | 2–3                            | Centauros                      |
| Tolima                         | 4–0                            | Medellín                       |
| Bucaramanga                    | 2–1                            | Millonarios                    |
| Santa Fe                       | 1–2                            | Huila                          |
| Junior                         | 2–0                            | Envigado                       |

| Fecha 14 - 19 de abril de 2003 | Fecha 14 - 19 de abril de 2003 | Fecha 14 - 19 de abril de 2003 |
| ------------------------------ | ------------------------------ | ------------------------------ |
| Once Caldas                    | 1–0                            | Bucaramanga                    |
| Medellín                       | 2–0                            | Santa Fe                       |
| Unión Magdalena                | 1–0                            | Pasto                          |
| América                        | 2–2                            | Junior                         |
| Quindío                        | 2–2                            | Tolima                         |
| Centauros                      | 3–2                            | Cortuluá                       |
| Huila                          | 2–1                            | Nacional                       |
| Envigado                       | 1–2                            | Pereira                        |
| Millonarios                    | 2–1                            | Cali                           |

| Fecha 15 - 23 de abril de 2003 | Fecha 15 - 23 de abril de 2003 | Fecha 15 - 23 de abril de 2003 |
| ------------------------------ | ------------------------------ | ------------------------------ |
| Tolima                         | 0–0                            | Unión Magdalena                |
| Pereira                        | 1–1                            | América                        |
| Medellín                       | 2–0                            | Quindío                        |
| Cortuluá                       | 2–2                            | Huila                          |
| Junior                         | 1–2                            | Centauros                      |
| Cali                           | 0–1                            | Once Caldas                    |
| Envigado                       | 2–1                            | Bucaramanga                    |
| Pasto                          | 1–1                            | Millonarios                    |
| Santa Fe                       | 1–2                            | Nacional                       |

| Fecha 16 - 26 de abril de 2003 | Fecha 16 - 26 de abril de 2003 | Fecha 16 - 26 de abril de 2003 |
| ------------------------------ | ------------------------------ | ------------------------------ |
| Envigado                       | 0–1                            | Cali                           |
| Millonarios                    | 3–1                            | Tolima                         |
| Quindío                        | 2–1                            | Santa Fe                       |
| Huila                          | 1–0                            | Junior                         |
| América                        | 2–1                            | Bucaramanga                    |
| Nacional                       | 1–2                            | Cortuluá                       |
| Once Caldas                    | 2–1                            | Pasto                          |
| Centauros                      | 3–3                            | Pereira                        |
| Unión Magdalena                | 2–0                            | Medellín                       |

| Fecha 17 - 1 de mayo de 2003 | Fecha 17 - 1 de mayo de 2003 | Fecha 17 - 1 de mayo de 2003 |
| ---------------------------- | ---------------------------- | ---------------------------- |
| Junior                       | 2–0                          | Nacional                     |
| Santa Fe                     | 2–0                          | Cortuluá                     |
| Pasto                        | 2–2                          | Envigado                     |
| Quindío                      | 1–2                          | Unión Magdalena              |
| Cali                         | 1–0                          | América                      |
| Tolima                       | 3–2                          | Once Caldas                  |
| Pereira                      | 1–0                          | Huila                        |
| Bucaramanga                  | 1–0                          | Centauros                    |
| Medellín                     | 2–0                          | Millonarios                  |

| Fecha 18 - 3 de mayo de 2003 | Fecha 18 - 3 de mayo de 2003 | Fecha 18 - 3 de mayo de 2003 |
| ---------------------------- | ---------------------------- | ---------------------------- |
| Once Caldas                  | 3–3                          | Medellín                     |
| Envigado                     | 2–1                          | Tolima                       |
| Centauros                    | 2–1                          | Cali                         |
| Cortuluá                     | 0–0                          | Junior                       |
| América                      | 1–1                          | Pasto                        |
| Millonarios                  | 1–0                          | Quindío                      |
| Huila                        | 2–1                          | Bucaramanga                  |
| Unión Magdalena              | 1–0                          | Santa Fe                     |
| Nacional                     | 0–1                          | Pereira                      |

## Cuadrangulares semifinales
La segunda fase del Torneo Apertura 2003 consiste en los cuadrangulares semifinales. Estos los disputan los ocho mejores equipos del torneo distribuidos en dos grupos de cuatro equipos divididos en pares e impares. Los ganadores de cada grupo se enfrentan en la gran final para definir al campeón.

### Grupo A
| R   | Pos | Equipo          | Pts | PJ | PG | PE | PP | GF | GC | Dif |
| --- | --- | --------------- | --- | -- | -- | -- | -- | -- | -- | --- |
| (1) | 1.  | Once Caldas     | 14  | 6  | 4  | 2  | 0  | 14 | 3  | 11  |
| (5) | 2.  | Deportivo Cali  | 11  | 6  | 3  | 2  | 1  | 10 | 5  | 5   |
| (3) | 3.  | América de Cali | 6   | 6  | 2  | 0  | 4  | 6  | 12 | -6  |
| (7) | 4.  | Unión Magdalena | 2   | 6  | 0  | 2  | 4  | 3  | 13 | -10 |

 R=Clasificación en la fase de todos contra todos; Pts=Puntos; PJ=Partidos jugados; G=Partidos ganados; E=Partidos empatados; P=Partidos perdidos; GF=Goles a favor; GC=Goles en contra; DIF=Diferencia de gol
| Fecha 1 - 10 de mayo de 2003 | Fecha 1 - 10 de mayo de 2003 | Fecha 1 - 10 de mayo de 2003 |
| Local                        | Resultado                    | Visitante                    |
| ---------------------------- | ---------------------------- | ---------------------------- |
| Unión Magdalena              | 1 - 1                        | Deportivo Cali               |
| América de Cali              | 1 - 3                        | Once Caldas                  |

| Fecha 2 - 18 de mayo de 2003 | Fecha 2 - 18 de mayo de 2003 | Fecha 2 - 18 de mayo de 2003 |
| Local                        | Resultado                    | Visitante                    |
| ---------------------------- | ---------------------------- | ---------------------------- |
| Deportivo Cali               | 3 - 0                        | América de Cali              |
| Once Caldas                  | 4 - 0                        | Unión Magdalena              |

| Fecha 3 - 9 de junio de 2003 | Fecha 3 - 9 de junio de 2003 | Fecha 3 - 9 de junio de 2003 |
| Local                        | Resultado                    | Visitante                    |
| ---------------------------- | ---------------------------- | ---------------------------- |
| Deportivo Cali               | 0 - 3                        | Once Caldas                  |
| Unión Magdalena              | 0 - 1                        | América de Cali              |

| Fecha 4 - 25 de mayo de 2003 | Fecha 4 - 25 de mayo de 2003 | Fecha 4 - 25 de mayo de 2003 |
| Home                         | Score                        | Away                         |
| ---------------------------- | ---------------------------- | ---------------------------- |
| América de Cali              | 4 - 1                        | Unión Magdalena              |
| Once Caldas                  | 1 - 1                        | Deportivo Cali               |

| Fecha 5 - 28 de mayo de 2003 | Fecha 5 - 28 de mayo de 2003 | Fecha 5 - 28 de mayo de 2003 |
| Local                        | Resultado                    | Visitante                    |
| ---------------------------- | ---------------------------- | ---------------------------- |
| Unión Magdalena              | 1 - 1                        | Once Caldas                  |
| América de Cali              | 0 - 3                        | Deportivo Cali               |

| Fecha 6 - 1 de junio de 2003 | Fecha 6 - 1 de junio de 2003 | Fecha 6 - 1 de junio de 2003 |
| Local                        | Resultado                    | Visitante                    |
| ---------------------------- | ---------------------------- | ---------------------------- |
| Once Caldas                  | 2 - 0                        | América de Cali              |
| Deportivo Cali               | 2 - 0                        | Unión Magdalena              |

### Grupo B
| R   | Pos | Equipo                  | Pts | PJ | PG | PE | PP | GF | GC | Dif |
| --- | --- | ----------------------- | --- | -- | -- | -- | -- | -- | -- | --- |
| (6) | 1.  | Atlético Junior         | 12  | 6  | 4  | 0  | 2  | 9  | 5  | 4   |
| (8) | 2.  | Deportivo Pereira       | 9   | 6  | 3  | 0  | 3  | 9  | 7  | 2   |
| (2) | 3.  | Millonarios             | 7   | 6  | 2  | 1  | 3  | 7  | 9  | -2  |
| (4) | 4.  | Centauros Villavicencio | 7   | 6  | 2  | 1  | 3  | 5  | 9  | -4  |

 R=Clasificación en la fase de todos contra todos; Pts=Puntos; PJ=Partidos jugados; G=Partidos ganados; E=Partidos empatados; P=Partidos perdidos; GF=Goles a favor; GC=Goles en contra; DIF=Diferencia de gol
| Fecha 1 - 10 de mayo de 2003 | Fecha 1 - 10 de mayo de 2003 | Fecha 1 - 10 de mayo de 2003 |
| Local                        | Resultado                    | Visitante                    |
| ---------------------------- | ---------------------------- | ---------------------------- |
| Centauros                    | 0 - 3                        | Deportivo Pereira            |
| Junior                       | 2 - 1                        | Millonarios                  |

| Fecha 2 - 14 de mayo de 2003 | Fecha 2 - 14 de mayo de 2003 | Fecha 2 - 14 de mayo de 2003 |
| Local                        | Resultado                    | Visitante                    |
| ---------------------------- | ---------------------------- | ---------------------------- |
| Deportivo Pereira            | 0 - 2                        | Junior                       |
| Millonarios                  | 1 - 1                        | Centauros                    |

| Fecha 3 - 18 de mayo de 2003 | Fecha 3 - 18 de mayo de 2003 | Fecha 3 - 18 de mayo de 2003 |
| Local                        | Resultado                    | Visitante                    |
| ---------------------------- | ---------------------------- | ---------------------------- |
| Deportivo Pereira            | 1 - 0                        | Millonarios                  |
| Centauros                    | 1 - 0                        | Junior                       |

| Fecha 4 - 25 de mayo de 2003 | Fecha 4 - 25 de mayo de 2003 | Fecha 4 - 25 de mayo de 2003 |
| Local                        | Resultado                    | Visitante                    |
| ---------------------------- | ---------------------------- | ---------------------------- |
| Millonarios                  | 2 - 1                        | Deportivo Pereira            |
| Junior                       | 1 - 0                        | Centauros                    |

| Fecha 5 - 28 de mayo de 2003 | Fecha 5 - 28 de mayo de 2003 | Fecha 5 - 28 de mayo de 2003 |
| Local                        | Resultado                    | Visitante                    |
| ---------------------------- | ---------------------------- | ---------------------------- |
| Junior                       | 3 - 1                        | Deportivo Pereira            |
| Centauros                    | 3 - 1                        | Millonarios                  |

| Fecha 6 - 1 de junio de 2003 | Fecha 6 - 1 de junio de 2003 | Fecha 6 - 1 de junio de 2003 |
| Local                        | Resultado                    | Visitante                    |
| ---------------------------- | ---------------------------- | ---------------------------- |
| Millonarios                  | 2 - 1                        | Junior                       |
| Deportivo Pereira            | 3 - 0                        | Centauros                    |

## Final
| Fecha                                                    | Ciudad       | Equipo local    | Resultado | Equipo visitante |
| -------------------------------------------------------- | ------------ | --------------- | --------- | ---------------- |
| 5 de junio                                               | Barranquilla | Atlético Junior | 0 - 0     | Once Caldas      |
| 8 de junio                                               | Manizales    | Once Caldas     | 1 - 0     | Atlético Junior  |
| Once Caldas es el campeón con el marcador global de 1-0. |              |                 |           |                  |

|                                |
| Bandera de Colombia            |
| Campeón Once Caldas 2.º título |

## Goleadores
| Jugador               | Equipo          | Goles |
| --------------------- | --------------- | ----- |
| Arnulfo Valentierra   | Once Caldas     | 13    |
| Julián Vásquez        | América de Cali | 11    |
| Martín Arzuaga        | Junior          | 11    |
| Leonardo Fabio Moreno | América de Cali | 10    |
| Léider Preciado       | Deportivo Cali  | 10    |